# Felicja Blumental
Felicja Blumental (Varsóvia, 28 de dezembro de 1908 - Tel Aviv, 31 de dezembro de 1991) foi uma pianista e compositora polonesa naturalizada brasileira.

## Biografia
Felicja Blumental foi a filha de um violinista e iniciou-se no piano aos cinco anos e tocou pela primeira vez em um concerto aos dez anos.  Ela entrou no Conservatório de Varsóvia, onde teve aulas de piano com Zbigniew Drzewiecki (o fundador do Concurso de Chopin ) e Josef Goldberg.  Ela também estudou composição com Karol Szymanowski.  Mais tarde, na Suíça, estudou com Józef Turczyński.  Antes da guerra, ela fez sua estréia internacional  .
Em 1938, com seu marido, Markus Mizne, ela fugiu primeiro para Nice, em seguida, em 1942, ela emigrou para os Estados Unidos e se mudou para o Brasil. Em 1954, Villa-Lobos dedicou a ela o concerto para piano N. 5, que estreou em Londres no Royal Festival Hall, com a London Philharmonic sob a regência de Jean Martinon.  Ela então tocou sob a direção do compositor em Cleveland e Atlanta, depois em Viena e Paris. No início dos anos 1960, ela se especializou em autores menos tradicionais: Ries, Paderewski, Czerny, Kozeluch, Hummel, Clementi e Field .  Ela também tocou a versão para piano do concerto para violino de Beethoven.
É dedicada a ela a obra de Penderecki Partita para cravo e orquestra (1972). 
Sua produção foi gravada em diversos discos, incluindo para selos como Vox]/Turnabout, Everest, Dureco, RCA]/Unicorn, EMI] e Decca.

## Homenagem

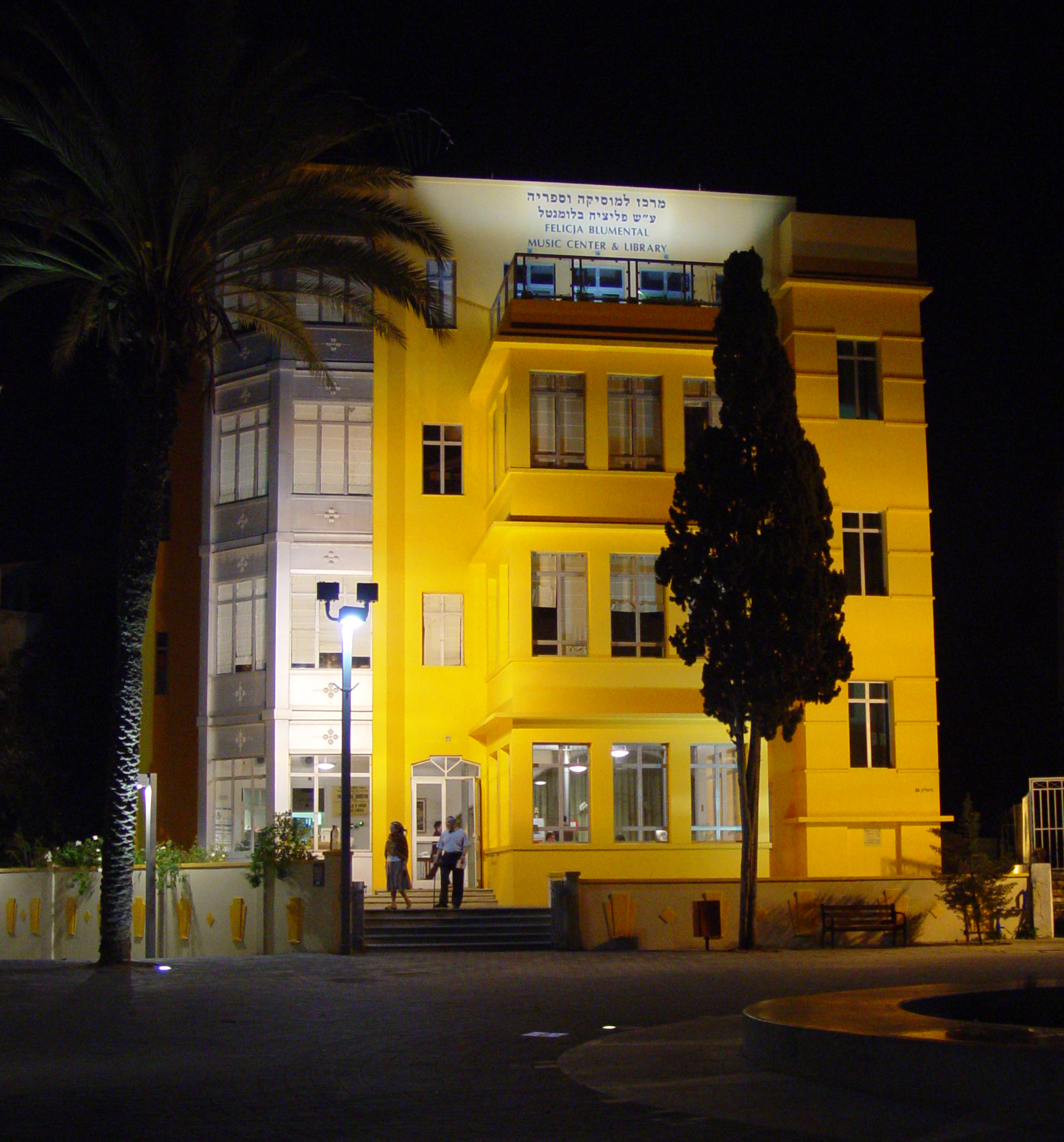
Centro de Música Felicja-Blumental em Tel Aviv.

A Rua Bialik, em Tel Aviv, abriga o Centro de Música Felicja Blumental, onde o Festival Internacional Felicja Blumental é realizado.